# Tanktics
Tanktics también llamado Wargy I, es un videojuego de batalla de tanques para dos jugadores de 1976 de Chris Crawford. Fue el primer videojuego de Crawford; inicialmente fue vendido directamente por él y publicado por Avalon Hill en 1981 bajo el nombre de Tanktics.
El juego no tiene gráficos; el jugador mueve fichas en un mapa físico para representar una batalla de tanques, con la computadora controlando uno de los lados.
El juego recibió críticas débiles por parte de los críticos, quienes encontraron que la inteligencia artificial era débil y adecuada para jugadores que no querían un juego complejo ni de ritmo rápido.

## Modo de juego
El juego simula una batalla de tanques de dos jugadores en una cuadrícula hexagonal grande. Tanktics no tiene gráficos; el jugador mueve fichas en un mapa utilizando las coordenadas que proporciona la computadora, que actúa como árbitro. Crawford usó mapas y fichas de Panzer Leader de Avalon Hill al desarrollar el juego. Para compensar la débil inteligencia artificial de la computadora, le dio el doble de tanques que el jugador, y eliminó los lagos en forma de U del mapa. Hay varios tipos de terreno: bosques, lagos, llanuras, terrenos accidentados y deprimidos, y también caminos que permiten un movimiento mucho más rápido. Hay muchos tipos de tanques, diferentes para el lado alemán y el ruso, así como cañones antitanque estacionarios. Al final del juego, un sistema de puntos determina si el jugador ha ganado o perdido el juego.

## Desarrollo
Crawford creó el juego, primero llamado Wargy I, en FORTRAN para IBM 1130 de mayo a septiembre de 1976, informando que derrotó a varios jugadores de guerra experimentados en una convención de diciembre de 1976. Fue su primer videojuego; no vendió ninguna copia, lo que atribuyó a que la IBM 1130 no era una computadora de consumo que tendrían los jugadores de guerra.  Lo portó a un KIM-1, luego al Commodore PET en diciembre de 1978. Crawford vendió él mismo la versión PET; como esta versión estaba programada en BASIC,  era fácil de portar de un sistema a otro. En 1981, el juego se había ampliado y renombrado como Tanktics, y fue publicado por Avalon Hill con ese nombre para la familia TRS-80, Apple II y Atari de 8 bits.

## Recepción
Computer Gaming World en 1982 informó que Tanktics no era tan inteligente como afirmaba el manual, y aconsejó a los jugadores que se dieran a sí mismos «tanques más pobres» una vez que comenzaran a vencerlo con frecuencia. Si bien no le gustó cómo el juego manejó la línea de visión y los errores en la versión Apple II (la revisión ofreció parches no oficiales para el código fuente BASIC), la revista lo recomendó para aquellos que no buscan acción arcade ni la complejidad de los juegos Panzer o Squad Leader de Avalon Hill. Una encuesta de 1991 en la revista de estrategia y juegos de guerra le dio a Tanktics dos estrellas y media de cinco.